# Alfonso J. Cervantes
 (avril 2017).
Si vous disposez d'ouvrages ou d'articles de référence ou si vous connaissez des sites web de qualité traitant du thème abordé ici, merci de compléter l'article en donnant les références utiles à sa vérifiabilité et en les liant à la section « Notes et références ».
Pour les articles homonymes, voir Cervantes (homonymie).
Alfonso Juan Cervantes, né le 27 août 1920 à Saint-Louis et mort le 23 juin 1983 dans la même ville, est un homme politique américain, membre du Parti démocrate.

## Biographie
Il est maire de Saint-Louis de 1965 à 1973, succédant à Raymond Tucker. 
Durant ses deux mandats en tant que maire, ses efforts se sont portés en particulier sur l'apaisement des tensions entre les différents groupes ethniques, la lutte contre la criminalité et l'assainissement des finances de la ville.